# Драгољуб Николић (инжењер)
Драгољуб С. Николић (Крагујевац, 14. април 1930 — Београд, 5. јун 2023) био је српски грађевински инжењер, доктор грађевинских наука и редовни професор Грађевинског факултета Универзитета у Београду.

## Биографија
Проф. др инж. Драгољуб С. Николић рођен је 14. априла 1930. године у Крагујевцу, као други син Саве Николића и Загорке Николић, рођене Теодосијевић. Растао је у Крагујевцу, Пећи, Призрену и Крушевцу, а Државну средњу техничку школу завршио је у Београду. На Грађевинском факултету у Београду дипломирао је 1955. године. Током студија је више пута награђиван као одличан студент. Постдипломске студије на Одсеку за конструкције похађао је у првој генерацији студената и магистрирао 1972. године. Докторску дисертацију одбранио је 1978. године.
Након дипломирања проф. Николић радио је као грађевински инжењер у предузећима Тунелоградња и Партизан из Панчева до краја 1958. године, када прелази на београдски Грађевински факултет на место асистента. Више од 15 година обављао је дужност секретара Катедре за техничку механику и теорију конструкција. 1973. године постаје доцент, 1979. ванредни професор, а 1984. редовни професор на предмету Теорија конструкција, односно Статика конструкција I на Одсеку за конструкције, који је предавао и студентима техничких факултета универзитета у Приштини и Новом Саду. На Грађевинском факултету у Београду остао је све до одласка у пензију 1995. године.
Супруга проф. Николића Душанка А. Николић рођ. Христовић (1931-2024) и његов млађи брат Љубиша С. Николић (1933-2016) такође су били дипломирани грађевински инжењери и интензивно су се бавили грађевинским пројектовањем и статичким прорачуном.
Професор Николић умро је у Београду 5. јуна 2023. године.

## Настава
У току више од тридесетипет година универзитетског рада, професор Николић је држао наставу из низа предмета из области Теорије, односно Статике конструкција, на универзитетима у Београду, Новом Саду и Приштини:
- Техничка механика,
- Отпорност материјала,
- Теорија површинских носача,
- Стабилност и динамика конструкција,
- Теорија конструкција,
- Статика конструкција.[3]

## Научни рад и публикације
Заједно са професорима академиком др Миланом Ђурићем, др Димитријем Димитријевићем и др Миодрагом Секуловићем, др Драгољуб Николић је поставио "темеље Класичној и Матричној анализи конструкција на Грађевинском факултету Универзитета у Београду".

### Књиге
Поред других научних радова, проф. Николић објавио је више књига и уџбеника, који су и данас обавезна литература на предмету Статика конструкција Катедре за техничку механику и теорију конструкција Грађевинског факултета Универзитета у Београду:
- Николић, Драгољуб: Решени испитни и годишњи задаци из Теорије конструкција I. Београд: Скриптарница Савеза студената Грађевинског факултета, 1966, 237 стр. COBISS.SR-ID 277766407. Архивирано на веб-сајту  (18. март 2022) 2. изд. Београд: Грађевински факултет, 1978, 237 стр. COBISS.SR-ID 55892492, 77681671. Архивирано на веб-сајту  (24. март 2022)
- Николић, Драгољуб: Статика конструкција: збирка решених испитних задатака. Београд: Грађевински факултет, 1980, 506 стр.[8] COBISS.SR-ID 38956807. Архивирано на веб-сајту  (18. март 2022)
- Ђурић, Милан, Драгољуб Николић: Статика конструкција: утицај покретног оптерећења. Прво изд. Београд: Научна књига,1983, 314 стр.[9][10] 2. изд. Београд: Научна књига, 1986, 557 стр. COBISS.SR-ID 28090887. Архивирано на веб-сајту  (24. март 2022) 2.2.издање Београд: Научна књига, 1987. COBISS.SR-ID - 31351820. Архивирано на веб-сајту  (24. март 2022) 3. изд. Београд: Научна књига, (1990)  86-23-41045-9. COBISS.SR-ID - 409356. Архивирано на веб-сајту  (18. март 2022) 4. изд. Београд: Грађевинска књига, (2000)  86-23-41045-9. COBISS.SR-ID 155803911. Архивирано на веб-сајту  (24. март 2022) 5. изд. Београд: Грађевинска књига, (2005)  86-395-0410-5. COBISS.SR-ID 119056396.  Архивирано на веб-сајту  (24. март 2022) 6. изд. Београд: Грађевинска књига, (2008)  978-86-395-0537-0. COBISS.SR-ID 145080332. Архивирано на веб-сајту  (24. март 2022) 7. изд. Београд: Академска мисао, (2015)  978-86-7466-584-8. COBISS.SR-ID 219779340. Архивирано на веб-сајту  (24. март 2022)
- Николић, Драгољуб: Статика конструкција: збирка решених испитних задатака. Београд: Научна књига, 1986, 557 стр. 2. изд. COBISS.SR-ID 29128199, Архивирано на веб-сајту  (24. март 2022) 3. изд. Научна књига, 1990, 557 стр.  86-23-41044-0. COBISS.SR-ID 631308). Архивирано на веб-сајту  (24. март 2022)

### Тезе
- Николић, Драгољуб С.: "Један поступак за нумеричко решавање ротационо симетричних површинских носача" : магистарска теза. Београд: Грађевински факултет, 1972.[3] COBISS.SR-ID 512986258. Архивирано на веб-сајту  (18. март 2022)
- Николић, Драгољуб С.: "Неки проблеми нелинеарне анализе кривих штапова у равни" : докторска дисертација. Београд: Грађевински факултет, 1978.[3][11] COBISS.SR-ID 27118351. Архивирано на веб-сајту  (24. март 2022)

### Радови у зборницима
- Николић, Драгољуб: "Прилог одређивању померања пуних носача". Зборник радова Грађевинског факултета у Београду; св. 11; бр. 2. Београд: Коларчев народни универзитет, 1969. COBISS.SR-ID 169327879 Архивирано на веб-сајту  (24. март 2022). COBISS.SR-ID 55891212 Архивирано на веб-сајту  (18. март 2022).
- Николић, Драгољуб: "Нумеричко решење кружне плоче применом интегралне матрице". Зборник радова Грађевинског факултета у Београду; св. 12, бр. 2. Београд: Коларчев Народни универзитет, Издавачки одсек, 1970. COBISS.SR-ID 72642311 Архивирано на веб-сајту  (18. март 2022).
- Николић, Драгољуб: "Прилог решавању кривог штапа по теорији великих деформација". 12. југословенски конгрес рационалне и примењене механике, Охрид, 1974. Београд: Југословенско друштво за механику, 1974, сектор Ц3, рад Ц3-13, стр. 1-8.
- Николић, Драгољуб: "Прилог нелинеарној теорији савијања кривих штапова у равни". VI конгрес Југословенског друштва грађевинских конструктера, 1978, Блед. Југословенско друштво грађевинских конструктера, 1978.
- Николић, Драгољуб: "Oдређивање утицаја у лучним носачима према теорији трећег реда". 15. југословенски конгрес теоријске и примењене механике, 1-5. јун 1981, Купари. Београд: Југословенско друштво за механику, 1981, књ. С. стр. 37-44.
- Николић, Драгољуб: "Oпште нумеричко рeшењe сaвијањa носача по непрекидној деформабилној подлози". 15. југословенски конгрес теоријске и примењене механике, 1-5. јун 1981, Купари. Београд: Југословенско друштво за механику, 1981, књ. С. стр. 147-153.
- Николић, Драгољуб: "Стабилност двозглобног кружног лука од нелинеарно-еластичног материјала оптерећеног по потпорној линији". Симпозијум '82 "Савремени проблеми опште стабилности и стабилности континуума", 22-24. фебруар 1982, Тара. Београд: Друштво за механику Србије, 1982, стр. 125-130.
- Николић, Драгољуб, Савић, Љ: "Један поступак за одређивање утицајних функција линијских носача". VII конгрес Савеза друштава грађевинских конструктера Југославије, 25-28. април 1983, Цавтат. Београд, 1983, књ. Те 2, стр. 199-206.
- Николић, Драгољуб; Вуксановић, Ђорђе: "Један поступак прорачуна утицаја у носачу на непрекидној деформабилној подлози". VII конгрес Савеза друштава грађевинских конструктера Југославије, 25-28. април 1983, Цавтат. Београд, 1983, књ. Те 2, стр. 207-214.
- Николић, Драгољуб: "Прилог одређивању критичних сила притиска пуне кружне плоче променљиве дебљине". 17. југословенски конгрес теоријске и примењене механике, 2-6. јуни 1986, Задар. Београд: Југословенско друштво за механику, 1986, књ. С2, стр. 43-48.
- Николић, Драгољуб; Вуксановић, Ђорђе; Пујевић, Бранислав: "Носећа челична конструкција парног котла - основне карактеристике". Први конгрес Друштва грађевинских конструктера Србије, 30-31. октобар 1986, Врњачка Бања. Београд: Друштво грађевинских конструктера Србије, 1986, књ. 1, стр. 32-36. COBISS.SR-ID 2763535.  Архивирано на веб-сајту  (18. март 2022)
- Николић, Драгољуб; Вуксановић, Ђорђе; Пујевић, Бранислав: "Носећа челична конструкција парног котла - проблем извијања стубова". Зборник Први конгрес Друштва грађевинских конструктера Србије, 30-31. октобар 1986, Врњачка Бања. Београд: Друштво грађевинских конструктера Србије, 1986, књ. 1, стр. 37-42. COBISS.SR-ID 2763791. Архивирано на веб-сајту  (24. март 2022)

### Чланци у часописима
- Ђурић, Милан, Драгољуб Николић: "Један предлог у вези прописа за оптерећење мостова на путевима". Београд: Техника / Наше грађевинарство, 1968, XXIII, 7, стр. 1135-1140 (часопис Савеза инжењера и техничара Србије, нови наслов Техника, ISSN 0040-2176, од 2011),[12]
- и други чланци у часопису "Изградња".

## Инжењерска остварења
Проф. Николић био је члан Групе за хидромеханичке конструкције. Сарађивао је са "Металном" из Љубљане и "Гошом" из Смедерева на пројектима челичних конструкција.
Значајни пројекти укључују:
- два моста/надвожњака у Љубљани са проф. Николом Хајдином, са оригиналним начином спрезања у доњој зони у целој дужини надвожњака;
- челичне конструкције за потребе хидроелектрана Сењ и Склопе на Лици;
- челичне конструкције парних котлова у Крагујевцу;
- конкурс за железничко-друмски мост преко Брамапутре (Saraighat Bridge, 1492 m).